# Idols (chương trình truyền hình)
Pop Idol (Tạm dịch: Thần tượng âm nhạc), cuộc thi tìm kiếm tài năng âm nhạc trên truyền hình của Anh đã chia sẻ bản quyền đến 42 quốc gia, mà ngày nay được gọi tắt chung là "Idols", theo hãng sản xuất FremantleMedia. Idols chiếm vị trí thứ ba trong các chương trình truyền hình nhượng quyền thương mại quốc tế phổ biến, đứng sau The Weakest Link (thứ hai) và Who Wants to Be a Millionaire? - Ai là triệu phú (thứ nhất). Hai trong số các chương trình đó xuất xứ từ nước Anh.

## Định dạng

### Tiến trình
Auditions (vòng thử giọng) được tổ chức ở nhiều nơi tại quốc gia có bản quyền (người tham gia vòng audition cũng bị ràng buộc bởi một số các yêu cầu pháp lý như tuổi tác, quốc tịch...). Nếu thành công, họ sẽ có cơ hội đi tiếp vào các vòng sau. Theatre round (vòng Nhà hát) là vòng sàng lọc lại các thí sinh vượt qua được vòng thử giọng. Vòng này thực hiện trong ba giai đoạn phụ: chorus - hát đồng ca, trio (hát tam ca hoặc tứ ca, song ca) các thí sinh phải hát một bài hát được ban tổ chức lựa chọn trước cùng với nhau, và cuối cùng hát A cappella đơn ca, các thí sinh hát một bài hát của riêng mình trước bạn bè, gia đình, các giám khảo. Mỗi giai đoạn của vòng nhà hát, sẽ có một số các thí sinh bị loại.
Vòng bán kết được truyền hình trực tiếp hoặc ghi hình phát lại (tại một số quốc gia), các thí sinh hát trong một studio truyền hình trước các giám khảo (không có khán giả). Bắt đầu từ giai đoạn này, người xem có thể bình chọn cho thí sinh họ muốn lọt vòng vòng trong qua điện thoại hoặc tin nhắn SMS (tại một số quốc gia, có thể bình chọn qua các hình thức khác). Vào tuần cuối cùng của vòng này, các thí sinh sẽ được tham gia một cuộc huấn luyện, hội thảo để chuẩn bị các bài hát cho mình. Sau đó, các thí sinh chỉ hát cùng với dương cầm (một số phiên bản có dùng nhạc cụ khác hoặc ngay cả một ban nhạc sống).

## Các chương trình Idol trên khắp thế giới
Hiện tại có 179 người chiến thắng, gần đây nhất là Jenny Langlo từ Na Uy.
| Khu vực/Quốc gia | Tên chương trình                | Đài truyền hình | Phát sóng lần đầu                                   |
| ---------------- | ------------------------------- | --- | --------------------------------------------------- |
| Arab World       | سوبر ستار Super Star            | Future TV | ngày 23 tháng 6 năm 2003                            |
| Arab World       | Arab Idol                       | MBC1 | ngày 9 tháng 12 năm 2011                            |
| Armenia          | Հայ Սուպերսթար Hay Superstar    | Shant TV | tháng 3 năm 2006                                    |
| Australia        | Australian Idol                 | Network Ten | ngày 27 tháng 7 năm 2003                            |
| Bỉ               | Idool                           | VTM | 2003                                                |
| Brazil           | Ídolos                          | SBT | ngày 5 tháng 4 năm 2006                             |
| Brazil           | Ídolos                          | Rede Record | ngày 19 tháng 8 năm 2008                            |
| Bulgaria         | Music Idol                      | bTV | ngày 26 tháng 2 năm 2007                            |
| Canada           | Canadian Idol                   | CTV | ngày 1 tháng 6 năm 2003                             |
| Croatia          | Hrvatski Idol                   | Nova TV | 2004                                                |
| Croatia          | Hrvatska traži zvijezdu         | RTL | tháng 2 năm 2009                                    |
| Czech Republic   | Česko hledá SuperStar           | TV Nova | ngày 29 tháng 2 năm 2004                            |
| Czech & Slovakia | Česko Slovenská Superstar       | TV Nova Markíza | ngày 6 tháng 9 năm 2009                             |
| Denmark          | Idols                           | TV3 | 2003                                                |
| Estonia          | Eesti otsib superstaari         | TV3 | tháng 2 năm 2007                                    |
| Finland          | Idols                           | MTV3 | tháng 8 năm 2003                                    |
| Pháp             | Nouvelle Star                   | M6 | 2003                                                |
| Georgia          | ჯეოსტარი Geostari               | Rustavi 2 | 2006                                                |
| Đức              | Deutschland sucht den Superstar | RTL | ngày 24 tháng 11 năm 2002                           |
| Greece           | Super Idol                      | Mega | ngày 8 tháng 2 năm 2004                             |
| Greece           | Greek Idol                      | Alpha TV | ngày 5 tháng 3 năm 2010                             |
| Iceland          | Idol stjörnuleit                | Stöð 2 | 2003                                                |
| India            | Indian Idol                     | Sony TV | 2004                                                |
| Indonesia        | Indonesian Idol                 | RCTI | tháng 3 năm 2004                                    |
| Kazakhstan       | SuperStar KZ                    | PKE | ngày 17 tháng 6 năm 2003                            |
| Macedonia        | Македонски идол Macedonian Idol | A1 | ngày 13 tháng 11 năm 2010                           |
| Malaysia         | Malaysian Idol                  | 8TV TV3 | 2004                                                |
| Hà Lan           | Idols                           | RTL 4 | 2002                                                |
| New Zealand      | NZ Idol                         | TV2 | tháng 1 năm 2004                                    |
| Nigeria          | Nigerian Idol                   | various | tháng 10 năm 2010                                   |
| Norway           | Idol                            | TV2 | 2003                                                |
| Pakistan         | Pakistan Idol                   | Geo Television Network | huỷ (dự kiến tổ chức năm 2007)                      |
| Philippines      | Philippine Idol                 | ABC-5 | ngày 30 tháng 7 năm 2006                            |
| Philippines      | Pinoy Idol                      | GMA | ngày 5 tháng 4 năm 2008                             |
| Poland           | Idol                            | Polsat | 2002–2005                                           |
| Bồ Đào Nha       | Ídolos                          | SIC | 2003                                                |
| Puerto Rico      | Idol Puerto Rico                | WAPA-TV | ngày 7 tháng 8 năm 2011                             |
| Nga              | Народный Артист Narodniy Artist | RTR | 2003                                                |
| Singapore        | Singapore Idol                  | MediaCorp 5 | ngày 9 tháng 8 năm 2004                             |
| Slovakia         | Slovensko hľadá SuperStar       | Markíza | 2004                                                |
| South Africa     | Idols                           | M-Net | 2002                                                |
| South Africa     | Afrikaans Idols                 | Kyknet | ngày 28 tháng 5 năm 2006                            |
| Thụy Điển        | Idol                            | TV4 | tháng 8 năm 2004                                    |
| Turkey           | Turkstar                        | Kanal D | 2004                                                |
| United Kingdom   | Pop Idol                        | ITV | ngày 5 tháng 10 năm 2001                            |
| Hoa Kỳ           | American Idol                   | Fox | ngày 11 tháng 6 năm 2002                            |
| Vietnam          | Thần Tượng Âm nhạc Vietnam Idol | HTV9, HTV7, VTV3, VTV6, VTV9, VTV Cần Thơ 1, VTV Cần Thơ 2, VTV Đà Nẵng, VTV Huế, YanTV (SCTV2), SNTV (SCTV6), HanoiTV, HanoiTV2, THVL2, TTV, NTV, KTV, THP, PTQ | ngày 23 tháng 5 năm 2007 - 2016 2023                |
| Châu Á           | Asian Idol                      | RCTI | ngày 15 tháng 12 năm 2007–ngày 16 tháng 12 năm 2007 |
| Đông Phi         | Idols East Africa               | 8 M-Net | tháng 4 năm 2004                                    |
| Mỹ Latinh        | Latin American Idol             | Sony | ngày 12 tháng 7 năm 2006                            |
| Tây Phi          | Idols West Africa               | M-Net | 2007                                                |
| Western Balkans  | Idol Идол                       | BKTV Unilever | 2004                                                |
| Worldwide        | World Idol                      | RTL Television ITV TV 2 FOX CTV Network Ten | ngày 25 tháng 12 năm 2003                           |

### World Idol
Năm 2003, một World Idol cạnh tranh "đã được tổ chức, với những người chiến thắng từ Nam Phi, Hoa Kỳ, Bỉ Úc Đức Na Uy, Thế giới Ả Rập, Hoa Kỳ, Vương quốc Anh, Canada và Ba Lan. Người chiến thắng là Kurt Nilsen từ Na Uy.